# Ровеньки (станція)
Ровеньки́ — вантажно-пасажирська залізнична станція Луганської дирекції Донецької залізниці.
Розташована в місті Ровеньки, Ровеньківська міська рада, Луганській області на лінії Дебальцеве — Красна Могила між станціями Лобівські Копальні (14,2 км) і Дар'ївка (9,5 км).

## Історія
Відкриття шахт в Ровенецькій слободі було пов'язано з будівництвом Єкатерининської (нині Донецької) залізниці, до складу якої і належала станція Ровеньки.
До 1914 року станція мала назву Козобелівська, а назву Ровеньки носила станція Дар'ївка.
З липня 2010 року залізничну станцію очолює Олексій Юрійович Шкондін (народився в Єнакієве в 1986 році).

## Операції
На станції виконуються:
- продаж пасажирських квитків;
- прийом і видача багажу;
- прийом і видача вантажів повагонними та мілкими відправленнями (присутні під'їзні колії, криті склади і відкриті майданчики), а також в універсальних контейнерах (3 і 5 тон).

Через військову агресію Росії на сході Україні транспортне сполучення припинене, водночас на середину листопада 2018 р. двічі на день курсує 2 пари електропоїздів сполученням Фащівка — Красна Могила, що підтверджує сайт Яндекс.